# Pernille Mathiesen
Pernille Mathiesen (Holstebro, 5 oktober 1997) is een Deense voormalige wielrenster. In 2017 werd ze in eigen land zowel Europees kampioene tijdrijden als op de weg bij de beloften. Bij de elite won ze dat jaar zilver op het Deens kampioenschap tijdrijden en een jaar eerder won ze de vierde etappe in de Tsjechische rittenkoers Gracia Orlová. Op het WK 2017 bij de elite in Bergen werd ze vijfde in de ploegentijdrit, veertiende in de individuele tijdrit en 65e in de wegrit.
Ze reed in 2016 bij de Deense ploeg Team BMS BIRN, dat een jaar later verder ging als Team VéloConcept en vanaf september 2017 Team Virtu heette. Van 2018 tot 2020 reed ze voor Team Sunweb. In 2021 reed ze voor Jumbo-Visma en in 2022 voor Cofidis. Voor deze ploeg reed ze echter slechts twee wedstrijden, waarna ze in juni 2022 bekend maakte te stoppen met wielrennen.

## Palmares
2014
 Wereldkampioenschap tijdrijden, junior
 Deens kampioenschap tijdrijden, junior
2015
 Deens kampioene tijdrijden, junior
2016
4e etappe Gracia Orlová
2017
 Europees kampioene op de weg, belofte
 Europees kampioene tijdrijden, belofte
 Deens kampioenschap tijdrijden, elite
2019
Jongerenklassement Ronde van Thüringen